# Астраханское газоконденсатное месторождение
Астраханское газоконденсатное месторождение — месторождение газа, расположенное в юго-западной части Прикаспийской впадины (Прикаспийская НГП), в 60 км к северо-востоку от Астрахани.
Размеры залежи 100×40 км. Добыча ведётся с глубины 4100 м. Приурочено к центральной, наиболее приподнятой части Астраханского свода. Запасы оцениваются в 2,5 трлн м³ газа и 400 млн т. конденсата с высоким содержанием сероводорода (26 %) и углекислого газа (16 %). При годовой добыче в 12 млрд кубометров, запасов газа в месторождении хватит на сотни лет.
Месторождение открыто в августе 1976 года, а в 1987 году начата опытно-промышленная эксплуатация месторождения. Эксплуатацию месторождения осуществляет ООО «Газпром добыча Астрахань», 100 % дочерняя компания ПАО «Газпром». Первоначально созданный на базе месторождения газоперерабатывающий завод был ориентирован на выпуск серы (считалось, что это базовое предприятие в стране по выпуску серы), но в последние годы в связи с изменениями на мировом рынке предприятие считает более приоритетным выпуск газа и моторного топлива.
Генеральный проектировщик месторождения — институт ЮжНИИгипрогаз.

## Особенности бурения скважин в пределах месторождения
При бурении, залегающие в широком диапазоне глубин, высокопроницаемые пески, песчаники и известняки, отмечались поглощением бурового раствора при увеличении его плотности до 1,34 г/см³. В неустойчивых аргилитоподобных глинах происходили осложнения ствола скважины, связанные с обвалами стенок скважины, образования сальников, выпучивания глинистых пород с последующим их обвалом. Из-за этого часто происходили недопуски технических колонн до проектной глубины. Особую сложность при бурении представляет проходка солевой толщи, составленной галитом с включениями слоев бишофита, карналлита, сильвина и неравномерным чередованием слоев слабо сцементированных песчаников, алевролитов, которые подвержены интенсивному вспучиванию и оползнями, перемять ангидритов с включениями крупнокристаллического галита, алевролитов, быстро разрушаются в технической минерализованной воде и фильтрате бурового раствора, превращаясь в илистую массу. Значительные сложности и аварии происходят при проходке скважины в продуктивных отложениях башкирского яруса среднего карбона. Интенсивные газопроявления с аномально высоким пластовым давлением и высоким содержанием сероводорода в газах, пластовых водах и породах. Отмечались прихваты бурового инструмента из-за внезапного перепада давлений в системе пласт-скважина и коагуляционного действия сероводорода на буровой глинистый раствор.